# Volleyball Nations League maschile 2022
La Volleyball Nations League 2022 si è svolta dal 7 giugno al 24 luglio 2022: al torneo hanno partecipato sedici squadre nazionali e la vittoria finale è andata per la prima volta alla Francia.

## Regolamento

### Formula
Le squadre sono state divise in due categorie, quella principale e quella secondaria (quest'ultima, in questa edizione, ha compreso Australia, Bulgaria, Canada, Cina, Paesi Bassi e Slovenia): tuttavia le squadre hanno disputato un unico torneo senza alcuna distinzione.
Le formula ha previsto:
- Prima fase, disputata con girone all'italiana: le prime sette classificate e la nazionale del paese organizzatore (nel caso in cui sia arrivata tra le prime sette si qualifica l'ottava classifica) hanno acceduto alla fase finale, mentre l'ultima classificata tra le squadre della categoria secondaria è retrocessa in Volleyball Challenger Cup 2022.
- Fase finale disputata con quarti di finale, semifinale, finale per il terzo posto e finale, giocate con gara unica.

### Criteri di classifica
Se il risultato finale è stato di 3-0 o 3-1 sono stati assegnati 3 punti alla squadra vincente e 0 a quella sconfitta, se il risultato finale è stato di 3-2 sono stati assegnati 2 punti alla squadra vincente e 1 a quella sconfitta.
L'ordine del posizionamento in classifica è stato definito in base a:
- Numero di partite vinte;
- Punti;
- Ratio dei set vinti/persi;
- Ratio dei punti realizzati/subiti;
- Risultati degli scontri diretti.

## Squadre partecipanti
| Squadra     | Qualificazione | Ultima partecipazione          |
| ----------- | -------------- | ------------------------------ |
| Argentina   | Wild card      | Volleyball Nations League 2021 |
| Australia   | Wild card      | Volleyball Nations League 2021 |
| Brasile     | Wild card      | Volleyball Nations League 2021 |
| Bulgaria    | Wild card      | Volleyball Nations League 2021 |
| Canada      | Wild card      | Volleyball Nations League 2021 |
| Cina        | Wild card      | Volleyball Nations League 2021 |
| Francia     | Wild card      | Volleyball Nations League 2021 |
| Germania    | Wild card      | Volleyball Nations League 2021 |
| Giappone    | Wild card      | Volleyball Nations League 2021 |
| Iran        | Wild card      | Volleyball Nations League 2021 |
| Italia      | Wild card      | Volleyball Nations League 2021 |
| Paesi Bassi | Wild card      | Volleyball Nations League 2021 |
| Polonia     | Wild card      | Volleyball Nations League 2021 |
| Serbia      | Wild card      | Volleyball Nations League 2021 |
| Slovenia    | Wild card      | Volleyball Nations League 2021 |
| Stati Uniti | Wild card      | Volleyball Nations League 2021 |

## Torneo

### Fase a gironi

#### Prima settimana
| Girone 1    | Girone 2  |
| ----------- | --------- |
| Australia   | Argentina |
| Brasile     | Bulgaria  |
| Cina        | Canada    |
| Giappone    | Francia   |
| Iran        | Germania  |
| Paesi Bassi | Italia    |
| Slovenia    | Polonia   |
| Stati Uniti | Serbia    |

##### Girone 1
| 7 giugno 2022 Ginásio Nilson Nelson, Brasilia Durata: 1h:36 - Spettatori: 524    | Cina        | 1 - 3 | Iran        | 15-25, 25-19, 22-25, 15-25       |
| 7 giugno 2022 Ginásio Nilson Nelson, Brasilia Durata: 1h:11 - Spettatori: 904    | Slovenia    | 0 - 3 | Stati Uniti | 19-25, 19-25, 14-25              |
| 8 giugno 2022 Ginásio Nilson Nelson, Brasilia Durata: 1h:42 - Spettatori: 1 142  | Giappone    | 3 - 1 | Paesi Bassi | 22-25, 26-24, 25-22, 25-17       |
| 8 giugno 2022 Ginásio Nilson Nelson, Brasilia Durata: 1h:22 - Spettatori: 4 262  | Brasile     | 3 - 0 | Australia   | 25-14, 25-18, 25-21              |
| 9 giugno 2022 Ginásio Nilson Nelson, Brasilia Durata: 1h:34 - Spettatori: 250    | Giappone    | 3 - 1 | Cina        | 21-25, 25-19, 25-19, 25-18       |
| 9 giugno 2022 Ginásio Nilson Nelson, Brasilia Durata: 1h:04 - Spettatori: 1 043  | Paesi Bassi | 0 - 3 | Stati Uniti | 12-25, 18-25, 16-25              |
| 9 giugno 2022 Ginásio Nilson Nelson, Brasilia Durata: 1h:49 - Spettatori: 4 369  | Brasile     | 3 - 1 | Slovenia    | 25-21, 21-25, 25-20, 25-16       |
| 10 giugno 2022 Ginásio Nilson Nelson, Brasilia Durata: 1h:21 - Spettatori: 550   | Paesi Bassi | 3 - 0 | Iran        | 26-24, 25-21, 25-21              |
| 10 giugno 2022 Ginásio Nilson Nelson, Brasilia Durata: 2h:06 - Spettatori: 2 291 | Giappone    | 2 - 3 | Stati Uniti | 25-17, 15-25, 21-25, 28-26, 9-15 |
| 10 giugno 2022 Ginásio Nilson Nelson, Brasilia Durata: 1h:23 - Spettatori: 304   | Australia   | 0 - 3 | Slovenia    | 22-25, 20-25, 21-25              |
| 11 giugno 2022 Ginásio Nilson Nelson, Brasilia Durata: 1h:56 - Spettatori: 9 133 | Stati Uniti | 3 - 1 | Brasile     | 21-25, 27-25, 25-20, 25-20       |
| 11 giugno 2022 Ginásio Nilson Nelson, Brasilia Durata: 1h:47 - Spettatori: 316   | Slovenia    | 3 - 1 | Cina        | 25-15, 25-20, 18-25, 27-25       |
| 11 giugno 2022 Ginásio Nilson Nelson, Brasilia Durata: 1h:41 - Spettatori: 165   | Iran        | 3 -1  | Australia   | 25-14, 25-22, 18-25, 25-15       |
| 12 giugno 2022 Ginásio Nilson Nelson, Brasilia Durata: 1h:32 - Spettatori: 8 235 | Brasile     | 0 - 3 | Cina        | 23-25, 29-31, 23-25              |
| 12 giugno 2022 Ginásio Nilson Nelson, Brasilia Durata: 1h:10 - Spettatori: 653   | Iran        | 0 - 3 | Giappone    | 20-25, 14-25, 19-25              |
| 12 giugno 2022 Ginásio Nilson Nelson, Brasilia Durata: 1h:16 - Spettatori: 157   | Paesi Bassi | 3 - 0 | Australia   | 25-20, 25-15, 25-23              |

##### Girone 2
| 7 giugno 2022 TD Place Arena, Ottawa Durata: 1h:42 - Spettatori: 922    | Bulgaria  | 1 - 3 | Serbia    | 25-19, 19-25, 22-25, 20-25        |
| 7 giugno 2022 TD Place Arena, Ottawa Durata: 1h:29 - Spettatori: 1 258  | Canada    | 0 - 3 | Germania  | 19-25, 20-25, 28-30               |
| 8 giugno 2022 TD Place Arena, Ottawa Durata: 1h:15 - Spettatori: 750    | Polonia   | 3 - 0 | Argentina | 25-21, 25-22, 25-23               |
| 8 giugno 2022 TD Place Arena, Ottawa Durata: 1h:13 - Spettatori: 1 225  | Francia   | 3 - 0 | Italia    | 25-22, 26-24, 25-19               |
| 9 giugno 2022 TD Place Arena, Ottawa Durata: 1h:39 - Spettatori: 2 200  | Germania  | 1 - 3 | Argentina | 25-18, 22-25, 17-25, 20-25        |
| 9 giugno 2022 TD Place Arena, Ottawa Durata: 1h:39 - Spettatori: 1 524  | Serbia    | 1 - 3 | Francia   | 25-21, 22-25, 23-25, 23-25        |
| 9 giugno 2022 TD Place Arena, Ottawa Durata: 1h:31 - Spettatori: 1 243  | Polonia   | 1 - 3 | Italia    | 25-21, 23-25, 20-25, 20-25        |
| 10 giugno 2022 TD Place Arena, Ottawa Durata: 1h:34 - Spettatori: 450   | Serbia    | 3 - 2 | Argentina | 25-16, 25-18, 17-25, 12-25, 15-6  |
| 10 giugno 2022 TD Place Arena, Ottawa Durata: 1h:45 - Spettatori: 1 700 | Bulgaria  | 2 - 3 | Germania  | 20-25, 25-22, 16-25, 25-20, 10-15 |
| 10 giugno 2022 TD Place Arena, Ottawa Durata: 1h:14 - Spettatori: 2 742 | Francia   | 3 - 0 | Canada    | 25-16, 25-23, 25-21               |
| 11 giugno 2022 TD Place Arena, Ottawa Durata: 2h:07 - Spettatori: 2 849 | Germania  | 3 - 2 | Serbia    | 27-25, 25-27, 18-25, 28-26, 18-16 |
| 11 giugno 2022 TD Place Arena, Ottawa Durata: 1h:21 - Spettatori: 3 153 | Bulgaria  | 0 - 3 | Polonia   | 19-25, 19-25, 23-25               |
| 11 giugno 2022 TD Place Arena, Ottawa Durata: 2h:07 - Spettatori: 2 849 | Canada    | 0 - 3 | Italia    | 21-25, 18-25, 19-25               |
| 12 giugno 2022 TD Place Arena, Ottawa Durata: 1h:44 - Spettatori: 2 155 | Francia   | 1 - 3 | Polonia   | 25-21, 22-25, 21-25, 22-25        |
| 12 giugno 2022 TD Place Arena, Ottawa Durata: 1h:42 - Spettatori: 3 255 | Argentina | 1 - 3 | Italia    | 20-25, 21-25, 25-16, 28-30        |
| 12 giugno 2022 TD Place Arena, Ottawa Durata: 1h:56 - Spettatori: 3 745 | Bulgaria  | 2 - 3 | Canada    | 18-25, 18-25, 26-24, 25-21, 11-15 |

#### Seconda settimana
| Girone 3    | Girone 4    |
| ----------- | ----------- |
| Argentina   | Australia   |
| Cina        | Brasile     |
| Francia     | Bulgaria    |
| Germania    | Canada      |
| Giappone    | Iran        |
| Italia      | Polonia     |
| Paesi Bassi | Serbia      |
| Slovenia    | Stati Uniti |

##### Girone 3
| 21 giugno 2022 Smart Araneta Coliseum, Quezon City Durata: 1h:11 - Spettatori: 1 451  | Slovenia  | 0 - 3 | Paesi Bassi | 17-25, 21-25, 24-26               |
| 21 giugno 2022 Smart Araneta Coliseum, Quezon City Durata: 1h:30 - Spettatori: 2 895  | Argentina | 1 - 3 | Giappone    | 25-27, 18-25, 25-17, 16-25        |
| 22 giugno 2022 Smart Araneta Coliseum, Quezon City Durata: 0h:00 - Spettatori: 0      | Cina      | 0 - 3 | Francia     | 0-25, 0-25, 0-25                  |
| 22 giugno 2022 Smart Araneta Coliseum, Quezon City Durata: 1h:11 - Spettatori: 483    | Germania  | 0 - 3 | Italia      | 16-25, 21-25, 22-25               |
| 23 giugno 2022 Smart Araneta Coliseum, Quezon City Durata: 0h:59 - Spettatori: 388    | Francia   | 3 - 0 | Paesi Bassi | 25-14, 25-23, 25-13               |
| 23 giugno 2022 Smart Araneta Coliseum, Quezon City Durata: 0h:00 - Spettatori: 0      | Cina      | 3 - 0 | Germania    | 25-0, 25-0, 25-0                  |
| 23 giugno 2022 Smart Araneta Coliseum, Quezon City Durata: 1h:48 - Spettatori: 796    | Argentina | 1 - 3 | Slovenia    | 20-25, 29-27, 18-25, 17-25        |
| 24 giugno 2022 Smart Araneta Coliseum, Quezon City Durata: 1h:53 - Spettatori: 1 248  | Germania  | 1 - 3 | Paesi Bassi | 25-22, 29-31, 23-25, 16-25        |
| 24 giugno 2022 Smart Araneta Coliseum, Quezon City Durata: 1h:40 - Spettatori: 2 358  | Argentina | 3 - 1 | Cina        | 22-25, 25-22, 25-22               |
| 24 giugno 2022 Smart Araneta Coliseum, Quezon City Durata: 1h:56 - Spettatori: 5 715  | Giappone  | 3 - 2 | Italia      | 25-20, 21-25, 24-26, 25-19, 15-13 |
| 25 giugno 2022 Smart Araneta Coliseum, Quezon City Durata: 1h:59 - Spettatori: 2 829  | Argentina | 2 - 3 | Paesi Bassi | 25-22, 23-25, 25-20, 19-25, 13-15 |
| 25 giugno 2022 Smart Araneta Coliseum, Quezon City Durata: 1h:17 - Spettatori: 9 491  | Giappone  | 0 - 3 | Francia     | 22-25, 25-27, 16-25               |
| 25 giugno 2022 Smart Araneta Coliseum, Quezon City Durata: 1h:03 - Spettatori: 6 534  | Italia    | 3 - 0 | Slovenia    | 25-19, 25-16, 25-21               |
| 26 giugno 2022 Smart Araneta Coliseum, Quezon City Durata: 1h:24 - Spettatori: 2 774  | Germania  | 1 - 3 | Francia     | 16-25, 19-25, 25-19, 21-25        |
| 26 giugno 2022 Smart Araneta Coliseum, Quezon City Durata: 1h:34 - Spettatori: 10 273 | Giappone  | 3 - 1 | Slovenia    | 25-21, 22-25, 25-18, 25-19        |
| 26 giugno 2022 Smart Araneta Coliseum, Quezon City Durata: 1h:08 - Spettatori: 8 089  | Italia    | 3 - 0 | Cina        | 25-21, 25-18, 25-19               |

##### Girone 4
| 21 giugno 2022 Arena Armeec, Sofia Durata: 1h:47 - Spettatori: 1 000 | Australia   | 1 - 3 | Canada      | 25-18, 26-28, 19-25, 22-25        |
| 21 giugno 2022 Arena Armeec, Sofia Durata: 1h:25 - Spettatori: 3 500 | Iran        | 0 - 3 | Bulgaria    | 19-25, 23-25, 24-26               |
| 22 giugno 2022 Arena Armeec, Sofia Durata: 1h:47 - Spettatori: 1 400 | Brasile     | 1 - 3 | Polonia     | 16-25, 25-22, 16-25, 22-25        |
| 22 giugno 2022 Arena Armeec, Sofia Durata: 1h:47 - Spettatori: 1 364 | Serbia      | 1 - 3 | Stati Uniti | 24-26, 25-23, 23-25, 20-25        |
| 23 giugno 2022 Arena Armeec, Sofia Durata: 1h:05 - Spettatori: 1 037 | Polonia     | 3 - 0 | Canada      | 25-16, 25-18, 25-16               |
| 23 giugno 2022 Arena Armeec, Sofia Durata: 1h:15 - Spettatori: 1 158 | Serbia      | 0 - 3 | Brasile     | 18-25, 24-26, 17-25               |
| 23 giugno 2022 Arena Armeec, Sofia Durata: 1h:38 - Spettatori: 1 075 | Stati Uniti | 0 - 3 | Iran        | 18-25, 27-29, 25-27               |
| 24 giugno 2022 Arena Armeec, Sofia Durata: 1h:54 - Spettatori: 627   | Serbia      | 3 - 2 | Canada      | 20-25, 19-25, 25-20, 26-24 15–11  |
| 24 giugno 2022 Arena Armeec, Sofia Durata: 1h:38 - Spettatori: 1 162 | Iran        | 0 - 3 | Brasile     | 28-30, 23-25, 19-25               |
| 24 giugno 2022 Arena Armeec, Sofia Durata: 1h:59 - Spettatori: 4 111 | Australia   | 3 - 2 | Bulgaria    | 21-25, 25-13, 25-22, 20-25, 17-15 |
| 25 giugno 2022 Arena Armeec, Sofia Durata: 1h:21 - Spettatori: 1 349 | Canada      | 0 - 3 | Iran        | 21-25, 25-27, 18-25               |
| 25 giugno 2022 Arena Armeec, Sofia Durata: 1h:11 - Spettatori: 1 344 | Polonia     | 3 - 0 | Australia   | 25-17, 25-19, 25-14               |
| 25 giugno 2022 Arena Armeec, Sofia Durata: 1h:41 - Spettatori: 5 206 | Stati Uniti | 3 - 1 | Bulgaria    | 25-12, 20-25, 26-24, 25-23        |
| 26 giugno 2022 Arena Armeec, Sofia Durata: 1h:06 - Spettatori: 300   | Serbia      | 3 - 0 | Australia   | 25-17, 25-20, 25-22               |
| 26 giugno 2022 Arena Armeec, Sofia Durata: 1h:58 - Spettatori: 1 768 | Stati Uniti | 1 - 3 | Polonia     | 25-21, 23-25, 24-26, 22-25        |
| 26 giugno 2022 Arena Armeec, Sofia Durata: 1h:21 - Spettatori: 7 450 | Bulgaria    | 0 - 3 | Brasile     | 21-25, 19-25, 22-25               |

#### Terza settimana
| Girone 5  | Girone 6    |
| --------- | ----------- |
| Argentina | Bulgaria    |
| Australia | Cina        |
| Brasile   | Iran        |
| Canada    | Italia      |
| Francia   | Paesi Bassi |
| Germania  | Polonia     |
| Giappone  | Serbia      |
| Brasile   | Slovenia    |

##### Girone 5
| 5 luglio 2022 Osaka Municipal Central Gymnasium, Osaka Durata: 1h:49 - Spettatori: 800    | Stati Uniti | 3 - 1 | Germania    | 25-21, 25-19, 22-25, 25-18        |
| 5 luglio 2022 Osaka Municipal Central Gymnasium, Osaka Durata: 1h:46 - Spettatori: 800    | Canada      | 1 - 3 | Argentina   | 21-25, 25-23, 21-25, 23-25        |
| 6 luglio 2022 Osaka Municipal Central Gymnasium, Osaka Durata: 1h:57 - Spettatori: 3 100  | Brasile     | 3 - 1 | Germania    | 25-27, 25-17, 25-20, 25-19        |
| 6 luglio 2022 Osaka Municipal Central Gymnasium, Osaka Durata: 1h:39 - Spettatori: 7 000  | Giappone    | 3 - 1 | Australia   | 25-18, 25-15, 23-25, 25-19        |
| 7 luglio 2022 Osaka Municipal Central Gymnasium, Osaka Durata: 2h:00 - Spettatori: 1 400  | Francia     | 2 - 3 | Stati Uniti | 25-15, 22-25, 25-22, 14-25, 8-15  |
| 7 luglio 2022 Osaka Municipal Central Gymnasium, Osaka Durata: 1h:36 - Spettatori: 1 250  | Germania    | 3 - 1 | Australia   | 20-25, 25-16, 25-21, 26-24        |
| 7 luglio 2022 Osaka Municipal Central Gymnasium, Osaka Durata: 1h:20 - Spettatori: 1 500  | Canada      | 0 - 3 | Brasile     | 18-25, 19-25, 16-25               |
| 8 luglio 2022 Osaka Municipal Central Gymnasium, Osaka Durata: 1h:34 - Spettatori: 1 100  | Argentina   | 3 - 1 | Australia   | 21-25, 25-23, 25-19, 25-15        |
| 8 luglio 2022 Osaka Municipal Central Gymnasium, Osaka Durata: 1h:16 - Spettatori: 3 750  | Francia     | 3 - 0 | Brasile     | 25-21, 25-22, 25-21               |
| 8 luglio 2022 Osaka Municipal Central Gymnasium, Osaka Durata: 1h:53 - Spettatori: 7 000  | Giappone    | 3 - 1 | Canada      | 25-20, 25-16, 22-25, 25-20        |
| 9 luglio 2022 Osaka Municipal Central Gymnasium, Osaka Durata: 1h:44 - Spettatori: 1 800  | Francia     | 1 - 3 | Argentina   | 22-25, 25-23, 23-25, 19-25        |
| 9 luglio 2022 Osaka Municipal Central Gymnasium, Osaka Durata: 1h:20 - Spettatori: 3 750  | Canada      | 0 - 3 | Stati Uniti | 19-25, 15-25, 19-25               |
| 9 luglio 2022 Osaka Municipal Central Gymnasium, Osaka Durata: 1h:47 - Spettatori: 7 000  | Germania    | 1 - 3 | Giappone    | 25-23, 22-25, 20-25, 20-25        |
| 10 luglio 2022 Osaka Municipal Central Gymnasium, Osaka Durata: 1h:59 - Spettatori: 1 450 | Stati Uniti | 3 - 2 | Argentina   | 29-27, 22-25, 20-25, 25-13, 17-15 |
| 10 luglio 2022 Osaka Municipal Central Gymnasium, Osaka Durata: 1h:10 - Spettatori: 3 700 | Australia   | 0 - 3 | Francia     | 16-25, 12-25, 26-28               |
| 10 luglio 2022 Osaka Municipal Central Gymnasium, Osaka Durata: 1h:25 - Spettatori: 7 000 | Brasile     | 3 - 0 | Giappone    | 25-23, 25-23, 25-22               |

##### Girone 6
| 5 luglio 2022 Ergo Arena, Danzica Durata: 1h:09 - Spettatori: 3 130  | Bulgaria    | 0 - 3 | Italia      | 15-25, 20-25, 23-25              |
| 5 luglio 2022 Ergo Arena, Danzica Durata: 2h:16 - Spettatori: 8 571  | Iran        | 3 - 2 | Polonia     | 21-25, 25-23, 25-22, 25-27, 15-7 |
| 6 luglio 2022 Ergo Arena, Danzica Durata: 1h:14 - Spettatori: 351    | Paesi Bassi | 3 - 0 | Cina        | 29-27, 25-12, 25-13              |
| 6 luglio 2022 Ergo Arena, Danzica Durata: 1h:12 - Spettatori: 622    | Slovenia    | 3 - 0 | Serbia      | 25-15, 25-19, 25-23              |
| 7 luglio 2022 Ergo Arena, Danzica Durata: 1h:54 - Spettatori: 1 500  | Italia      | 3 - 1 | Iran        | 25-16, 25-27, 25-23, 25-23       |
| 7 luglio 2022 Ergo Arena, Danzica Durata: 1h:45 - Spettatori: 2 923  | Bulgaria    | 1 - 3 | Slovenia    | 22-25, 25-22, 18-25, 16-25       |
| 7 luglio 2022 Ergo Arena, Danzica Durata: 1h:13 - Spettatori: 8 320  | Polonia     | 3 - 0 | Cina        | 26-24, 25-16, 25-18              |
| 8 luglio 2022 Ergo Arena, Danzica Durata: 1h:46 - Spettatori: 293    | Bulgaria    | 3 - 1 | Paesi Bassi | 22-25, 25-16, 25-21, 25-21       |
| 8 luglio 2022 Ergo Arena, Danzica Durata: 1h:20 - Spettatori: 827    | Slovenia    | 0 - 3 | Iran        | 24-26, 14-25, 21-25              |
| 8 luglio 2022 Ergo Arena, Danzica Durata: 1h:16 - Spettatori: 1 200  | Italia      | 3 - 0 | Serbia      | 25-21, 25-14, 25-23              |
| 9 luglio 2022 Ergo Arena, Danzica Durata: 1h:51 - Spettatori: 662    | Cina        | 3 - 1 | Bulgaria    | 26-28, 25-23, 25-23, 25-17       |
| 9 luglio 2022 Ergo Arena, Danzica Durata: 1h:28 - Spettatori: 3 713  | Iran        | 3 - 0 | Serbia      | 35-33, 25-21, 25-12              |
| 9 luglio 2022 Ergo Arena, Danzica Durata: 1h:20 - Spettatori: 8 729  | Polonia     | 3 - 0 | Paesi Bassi | 25-19, 25-23, 25-22              |
| 10 luglio 2022 Ergo Arena, Danzica Durata: 1h:38 - Spettatori: 989   | Cina        | 1 - 3 | Serbia      | 17-25, 17-25, 25-23, 22-25       |
| 10 luglio 2022 Ergo Arena, Danzica Durata: 1h:19 - Spettatori: 4 201 | Italia      | 3 - 0 | Paesi Bassi | 25-23, 26-24, 25-21              |
| 10 luglio 2022 Ergo Arena, Danzica Durata: 1h:54 - Spettatori: 8 893 | Polonia     | 3 - 1 | Slovenia    | 25-14, 25-23, 23-25, 25-17       |

#### Classifica
| Pos. | Squadra     | Pt | G  | V  | P  | SV | SP | Ratio | PF    | PS    | Ratio |
| ---- | ----------- | -- | -- | -- | -- | -- | -- | ----- | ----- | ----- | ----- |
| 1.   | Italia      | 31 | 12 | 10 | 2  | 32 | 9  | 3,555 | 986   | 872   | 1,130 |
| 2.   | Polonia     | 31 | 12 | 10 | 2  | 33 | 10 | 3,300 | 1 031 | 898   | 1,148 |
| 3.   | Stati Uniti | 27 | 12 | 10 | 2  | 31 | 16 | 1,937 | 1 102 | 975   | 1,130 |
| 4.   | Francia     | 28 | 12 | 9  | 3  | 31 | 11 | 2,818 | 994   | 826   | 1,203 |
| 5.   | Giappone    | 27 | 12 | 9  | 3  | 29 | 18 | 1,611 | 1 092 | 997   | 1,095 |
| 6.   | Brasile     | 24 | 12 | 8  | 4  | 26 | 14 | 1,857 | 960   | 881   | 1,089 |
| 7.   | Iran        | 20 | 12 | 7  | 5  | 22 | 19 | 1,157 | 961   | 923   | 1,041 |
| 8.   | Paesi Bassi | 17 | 12 | 6  | 6  | 20 | 21 | 0,952 | 915   | 932   | 0,981 |
| 9.   | Argentina   | 18 | 12 | 5  | 7  | 24 | 26 | 0,923 | 1 110 | 1 117 | 0,993 |
| 10.  | Slovenia    | 15 | 12 | 5  | 7  | 18 | 24 | 0,750 | 917   | 963   | 0,952 |
| 11.  | Serbia      | 14 | 12 | 5  | 7  | 19 | 27 | 0,703 | 1 010 | 1 043 | 0,968 |
| 12.  | Germania    | 10 | 12 | 4  | 8  | 18 | 29 | 0,620 | 969   | 1 103 | 0,878 |
| 13.  | Cina        | 9  | 12 | 3  | 9  | 14 | 28 | 0,500 | 840   | 951   | 0,883 |
| 14.  | Bulgaria    | 9  | 12 | 2  | 10 | 16 | 31 | 0,516 | 990   | 1 087 | 0,910 |
| 15.  | Canada      | 6  | 12 | 2  | 10 | 10 | 33 | 0,303 | 887   | 1 022 | 0,867 |
| 16.  | Australia   | 2  | 12 | 1  | 11 | 8  | 35 | 0,228 | 858   | 1 032 | 0,831 |

      Qualificata alla fase finale.
      Retrocessa.

### Fase finale
|  | Quarti di finale | Quarti di finale | Quarti di finale |  |   | Semifinali | Semifinali  | Semifinali |                 |                 | Finale          | Finale      | Finale |
|  |                  |                  |                  |  |   |            |             |            |                 |                 |                 |             |        |
|  | 1                | Italia           | 3                |  |   |            |             |            |                 |                 |                 |             |        |
|  | 1                | Italia           | 3                |  |   |            |             |            |                 |                 |                 |             |        |
|  | 8                | Paesi Bassi      | 1                |  |   |            |             |            |                 |                 |                 |             |        |
|  | 8                | Paesi Bassi      | 1                |  | 1 | Italia     | 0           |            |                 |                 |                 |             |        |
|  |                  |                  |                  |  | 1 | Italia     | 0           |            |                 |                 |                 |             |        |
|  |                  |                  |                  |  |   | 4          | Francia     | 3          |                 |                 |                 |             |        |
|  | 4                | Francia          | 3                |  |   | 4          | Francia     | 3          |                 |                 |                 |             |        |
|  | 4                | Francia          | 3                |  |   |            |             |            |                 |                 |                 |             |        |
|  | 5                | Giappone         | 0                |  |   |            |             |            |                 |                 |                 |             |        |
|  | 5                | Giappone         | 0                |  |   |            |             |            |                 | 4               | Francia         | 3           |        |
|  |                  |                  |                  |  |   |            |             |            |                 | 4               | Francia         | 3           |        |
|  |                  |                  |                  |  |   |            |             |            |                 |                 | 3               | Stati Uniti | 2      |
|  | 3                | Stati Uniti      | 3                |  |   |            |             |            |                 |                 | 3               | Stati Uniti | 2      |
|  | 3                | Stati Uniti      | 3                |  |   |            |             |            |                 |                 |                 |             |        |
|  | 6                | Brasile          | 1                |  |   |            |             |            |                 |                 |                 |             |        |
|  | 6                | Brasile          | 1                |  | 2 | Polonia    | 0           |            | Finale 3° posto | Finale 3° posto | Finale 3° posto |             |        |
|  |                  |                  |                  |  | 2 | Polonia    | 0           |            |                 |                 |                 |             |        |
|  |                  |                  |                  |  |   | 3          | Stati Uniti | 3          |                 |                 | 1               | Italia      | 0      |
|  | 2                | Polonia          | 3                |  |   |            | Stati Uniti | 3          |                 |                 | 1               | Italia      | 0      |
|  | 2                | Polonia          | 3                |  |   |            |             |            |                 | 2               | Polonia         | 3           |        |
|  | 7                | Iran             | 2                |  |   |            |             |            |                 |                 | Polonia         | 3           |        |
|  | 7                | Iran             | 2                |  |   |            |             |            |                 |                 |                 |             |        |

#### Quarti di finale
| 20 luglio 2022 Unipol Arena, Casalecchio di Reno Durata: 1h:50 - Spettatori: 5 200 | Stati Uniti | 3 - 1 | Brasile     | 20-25, 25-22, 25-23, 25-17       |
| 20 luglio 2022 Unipol Arena, Casalecchio di Reno Durata: 1h:52 - Spettatori: 5 650 | Italia      | 3 - 1 | Paesi Bassi | 21-25, 25-22, 25-13, 25-22       |
| 21 luglio 2022 Unipol Arena, Casalecchio di Reno Durata: 1h:17 - Spettatori: 2 720 | Francia     | 3 - 0 | Giappone    | 26-24, 25-16, 25-20              |
| 21 luglio 2022 Unipol Arena, Casalecchio di Reno Durata: 2h:04 - Spettatori: 3 280 | Polonia     | 3 - 2 | Iran        | 25-21, 24-26, 25-18, 16-25, 15-7 |

#### Semifinali
| 23 luglio 2022 Unipol Arena, Casalecchio di Reno Durata: 1h:15 - Spettatori: 4 750 | Polonia | 0 - 3 | Stati Uniti | 22-25, 23-25, 13-25 |
| 23 luglio 2022 Unipol Arena, Casalecchio di Reno Durata: 1h:14 - Spettatori: 7 320 | Italia  | 0 - 3 | Francia     | 22-25, 20-25, 15-25 |

#### Finale 3º posto
| 24 luglio 2022 Unipol Arena, Casalecchio di Reno Durata: 1h:26 - Spettatori: 8 410 | Italia | 0 - 3 | Polonia | 16-25, 23-25, 20-25 |

#### Finale
| 24 luglio 2022 Unipol Arena, Casalecchio di Reno Durata: 1h:59 - Spettatori: 8 490 | Francia | 3 - 2 | Stati Uniti | 25-16, 25-19, 15-25, 21-25, 15-10 |

## Classifica finale
| Pos     | Squadra     | Rosa |
| ------- | ----------- | --- |
| Oro     | Francia     | Formazione: 1 Chinenyeze, 2 Grebennikov, 3 Corre, 4 Patry, 5 Mouiel, 6 Toniutti, 7 Tillie, 9 N'Gapeth, 11 Brizard, 12 Boyer, 14 Le Goff, 15 Henry, 17 Clévenot, 19 Louati, 20 Diez, 22 Derouillon, 24 Gueye, 25 Jouffroy, CT: Giani                                                                    |
| Argento | Stati Uniti | Formazione: 2 A. Russell, 3 Shaw, 4 Jendryk, 5 Ensing, 6 Stahl, 7 Pasteur, 8 DeFalco, 9 Hanes, 10 Dagostino, 11 Christenson, 13 Gasman, 15 K. Russell, 16 Tuaniga, 17 Jaeschke, 18 Muagututia, 20 Smith, 21 Briggs, 22 Shoji, 23 Kessel, 27 Mitchem, CT: Speraw                                        |
| Bronzo  | Polonia     | Formazione: 1 Lipiński, 2 Muzaj, 3 Popiwczak, 4 Kozub, 5 Kaczmarek, 6 Kurek, 7 Kłos, 10 Bednorz, 12 Łomacz, 13 R. Szymura, 14 Śliwka, 15 Kochanowski, 16 Semeniuk, 17 Zatorski, 18 Kwolek, 19 Janusz, 20 Bieniek, 21 Fornal, 22 Urbanowicz, 23 Butryn, 27 K. Szymura, 72 Poręba, 96 Firlej, CT: Grbić  |
| 4       | Italia      | Formazione: 1 Pinali, 2 Ricci, 3 Recine, 4 Cavuto, 5 Michieletto, 6 Giannelli, 7 Balaso, 8 Sbertoli, 9 Zaytsev, 10 Falaschi, 11 Gardini, 12 Bottolo, 13 Cortesia, 14 Galassi, 15 Lavia, 16 Romanò, 17 Anzani, 18 Gironi, 19 Russo, 21 Piccinelli, 24 Scanferla, 25 Vitelli, 30 Mosca, CT: De Giorgi    |
| 5       | Giappone    | Formazione: 1 Nishida, 2 Onodera, 5 Ōtsuka, 6 Yamauchi, 7 Takanashi, 8 Sekita, 9 Oya, 10 K. Takahashi, 11 Tomita, 12 R. Takahashi, 13 Ogawa, 14 Ishikawa, 16 Miyaura, 20 Yamamoto, 21 Eiro, 26 Murayama, CT: Blain                                                                                     |
| 6       | Brasile     | Formazione: 1 de Rezende, 2 de Andrade, 4 Paese, 6 Cavalcante, 9 Leal, 11 Leão, 12 Santos, 13 Vaccari, 14 Kreling, 15 Nascimento, 16 Saatkamp, 17 Hoss, 18 Lucarelli, 19 dos Santos, 20 Honorato, 21 A. de Souza, 23 Gualberto, 25 Cardoso, 28 D. de Souza, CT: Dal Zotto                              |
| 7       | Iran        | Formazione: 1 Jelveh, 2 Ebadipour, 3 Abedini, 5 Toukhteh, 7 Mosaferdashliboroun, 8 Hazratpour, 9 Moazzen, 11 Kazemi, 13 Ramezani, 16 Gholipour, 17 Esmaeilnezhad, 18 Vadi, 19 Daneshdoust, 21 Sarlak, 22 Esfandiar, 23 Saadat, 25 Pazhooman, 26 Malakisorkhi, 40 Sharifi, CT: Ataei                    |
| 8       | Paesi Bassi | Formazione: 2 Keemink, 3 van Garderen, 4 ter Horst, 5 van der Ent, 7 Jorna, 8 Plak, 9 Ottevanger, 10 van Tilburg, 12 Tuinstra, 13 Bleeker, 14 Abdel-Aziz, 15 van Solkema, 17 Parkinson, 18 Andringa, 19 de Weijer, 22 Wiltenburg, CT: Piazza                                                           |
| 9       | Argentina   | Formazione: 1 Sánchez, 4 Gallego, 8 Loser, 9 Danani, 10 Lazo, 11 Armoa, 12 Lima, 13 Palacios, 15 De Cecco, 16 Palonsky, 17 Vicentín, 18 Ramos, 19 Massimino, 22 Zerba, 77 Giraudo, CT: Méndez |
| 10      | Slovenia    | Formazione: 1 T. Štern, 2 Pajenk, 3 Planinšič, 4 Kozamernik, 6 Gasparini, 7 Košenina, 8 Bošnjak, 9 Vinčić, 10 Štalekar, 11 Koncilja, 12 Klobučar, 13 Kovačič, 14 Ž. Štern, 15 Videčnik, 16 Ropret, 17 Urnaut, 18 Čebulj, 19 Možič, CT: Lebedew                                                         |
| 11      | Serbia      | Formazione: 1 Nikolić, 4 Petrić, 5 Katić, 6 Peković, 7 Krsmanović, 9 Jovović, 10 Kujundžić, 12 Perić, 14 Atanasijević, 15 Mašulović, 18 Podraščanin, 20 Lisinac, 21 Todorović, 23 Vučićević, 28 Marinović, 29 Nedeljković, 30 Koprivica, 32 Meljanac, 33 Petković, 35 Rudić, 39 Vulikić, CT: Kolaković |
| 12      | Germania    | Formazione: 1 Fromm, 2 Tille, 4 Graven, 5 Reichert, 10 Zenger, 11 Kampa, 14 Karlitzek, 15 Hüther, 16 Burggräf, 17 Zimmermann, 18 Krage, 19 Röhrs, 20 Weber, 21 Krick, 22 Brand, 23 Goralik, 25 Maase, 29 Dervisaj, 32 Ferch, 38 Peter, 40 Schulz, CT: Winiarski                                        |
| 13      | Cina        | Formazione: 4 Yang Y.m., 5 Zhang B.l., 6 Yu Y.t., 7 Yu Y.c., 8 Yang T.y., 9 Li, 10 Liu, 11 Jiang, 15 Peng, 16 Wang H.b., 17 Wang J.y., 18 Yuan, 19 Zhang G.h., 21 Miao, 22 Zhang J.y., CT: Wu |
| 14      | Bulgaria    | Formazione: 1 Karjagin, 2 Chavdarov, 3 Kolev, 4 Atanasov, 5 Gocev, 7 Dimitrov, 9 Seganov, 11 Grozdanov, 14 Asparuhov, 15 Parapunov, 16 V. Ivanov, 17 Valchinov, 18 S. Ivanov, 21 Petkov, 23 Nikolov, 24 M. Ivanov, CT: Željazkov                                                                       |
| 15      | Canada      | Formazione: 3 Elser, 4 Hoag, 5 Loeppky, 7 Maar, 8 Walsh, 9 Blankenau, 10 Sclater, 11 Eshenko, 12 Van Berkel, 15 Wilson, 17 Barnes, 18 Lui, 19 Hofer, 20 Epp, 21 Howe, 24 Elser, 25 Cooper, CT: Josephson                                                                                               |
| 16      | Australia   | Formazione: 1 Graham, 2 Dosanjh, 3 Pope, 4 Holland, 5 Murch, 7 Weir, 8 O'Dea, 9 Staples, 11 Perry, 13 Heptinstall, 14 Hazelden, 15 McAinsh, 17 Phillips, 21 Butler, 23 Flowerday, 27 Senica, 29 Garrett, 31 Aubrey, CT: Preston                                                                        |

|  | Retrocessa in Volleyball Challenger Cup 2022 |

## Premi individuali
| Premio                | Nome              | Squadra     |
| --------------------- | ----------------- | ----------- |
| MVP                   | Earvin N'Gapeth   | Francia     |
| Miglior palleggiatore | Micah Christenson | Stati Uniti |
| Miglior opposto       | Jean Patry        | Francia     |
| Miglior schiacciatore | Trévor Clévenot   | Francia     |
| Miglior schiacciatore | Earvin N'Gapeth   | Francia     |
| Miglior centrale      | Mateusz Bieniek   | Polonia     |
| Miglior centrale      | David Smith       | Stati Uniti |
| Miglior libero        | Jenia Grebennikov | Francia     |

## Statistiche
| Rendimento individuale | Rendimento individuale | Rendimento individuale | Rendimento individuale |
| Pos.                   | Nome                   | Punti                  | Squadra                |
| ---------------------- | ---------------------- | ---------------------- | ---------------------- |
| 1                      | Nimir Abdel-Aziz       | 247                    | Paesi Bassi            |
| 2                      | Amin Esmaeilnezhad     | 215                    | Iran                   |
| 3                      | Yūji Nishida           | 201                    | Giappone               |
| 4                      | Aaron Russell          | 197                    | Stati Uniti            |
| 5                      | Torey DeFalco          | 180                    | Stati Uniti            |
| 6                      | Aleksandăr Nikolov     | 172                    | Bulgaria               |
| 7                      | Yūki Ishikawa          | 164                    | Giappone               |
| 8                      | Stephen Maar           | 163                    | Canada                 |
| 9                      | Kyle Ensing            | 161                    | Stati Uniti            |
| 10                     | Bruno Lima             | 158                    | Argentina              |

| Attacchi vincenti | Attacchi vincenti  | Attacchi vincenti | Attacchi vincenti |
| Pos.              | Nome               | Punti             | Squadra           |
| ----------------- | ------------------ | ----------------- | ----------------- |
| 1                 | Nimir Abdel-Aziz   | 207               | Paesi Bassi       |
| 2                 | Amin Esmaeilnezhad | 190               | Iran              |
| 3                 | Aaron Russell      | 162               | Stati Uniti       |
| 3                 | Yūji Nishida       | 162               | Giappone          |
| 5                 | Torey DeFalco      | 157               | Stati Uniti       |
| 6                 | Aleksandăr Nikolov | 150               | Bulgaria          |
| 7                 | Kyle Ensing        | 143               | Stati Uniti       |
| 8                 | Zhang Jingyin      | 140               | Cina              |
| 9                 | Stephen Maar       | 139               | Canada            |
| 10                | Bruno Lima         | 136               | Argentina         |

| Muri vincenti | Muri vincenti    | Muri vincenti | Muri vincenti |
| Pos.          | Nome             | Punti         | Squadra       |
| ------------- | ---------------- | ------------- | ------------- |
| 1             | Svetoslav Gocev  | 35            | Bulgaria      |
| 2             | David Smith      | 32            | Stati Uniti   |
| 3             | Flávio Gualberto | 29            | Brasile       |
| 4             | Agustín Loser    | 26            | Argentina     |
| 5             | Simone Giannelli | 23            | Italia        |
| 6             | Jan Kozamernik   | 22            | Slovenia      |
| 7             | Li Yongzhen      | 21            | Cina          |
| 7             | Jeffrey Jendryk  | 21            | Stati Uniti   |
| 7             | Karol Kłos       | 21            | Polonia       |
| 7             | Gianluca Galassi | 21            | Italia        |

| Battute vincenti | Battute vincenti | Battute vincenti | Battute vincenti |
| Pos.             | Nome             | Punti            | Squadra          |
| ---------------- | ---------------- | ---------------- | ---------------- |
| 1                | Nimir Abdel-Aziz | 30               | Paesi Bassi      |
| 2                | Yūji Nishida     | 29               | Giappone         |
| 2                | Yūki Ishikawa    | 29               | Giappone         |
| 4                | Aaron Russell    | 21               | Stati Uniti      |
| 4                | Mateusz Bieniek  | 21               | Polonia          |
| 6                | Milad Ebadipour  | 18               | Iran             |
| 6                | Amir Esfandiar   | 16               | Iran             |
| 8                | Martin Atanasov  | 15               | Bulgaria         |
| 8                | Miran Kujundžić  | 15               | Serbia           |
| 8                | Stephen Maar     | 15               | Canada           |
| 8                | Bennie Tuinstra  | 15               | Paesi Bassi      |
| 8                | Antoine Brizard  | 15               | Francia          |